# Ulrich Schmucker
 (mars 2015).
Si vous disposez d'ouvrages ou d'articles de référence ou si vous connaissez des sites web de qualité traitant du thème abordé ici, merci de compléter l'article en donnant les références utiles à sa vérifiabilité et en les liant à la section « Notes et références ».
Pour les articles homonymes, voir Schmücker.
Ulrich Schmucker, né le 21 juillet 1930 et décédé le 27 octobre 2008 à Pékin, est un physicien allemand.

## Biographie
Il étudie la géologie à l'Université de Göttingen, en 1956, il rédige une thèse sur la roche magnétique. Il étudie les problèmes physiques du champ géomagnétique et la géophysique. Sous Julius Bartels, il étudie l'induction électromagnétique de la Terre. En 1959, il découvre une anomalie de conductivité en Allemagne du Nord, la cause d'un comportement inhabituel du champ géomagnétique dans le nord de l'Allemagne.
En 1960, il travaille en Amérique à la Scripps Institution of Oceanography. Il effectue des mesures géophysique aux États-Unis et au Pérou. Il découvert deux anomalies de conductivité électrique dans le sud-ouest des États-Unis et aux Andes. Les données mesurées sont enregistrées sur des films développés. Il publie en 1970 son travail sur les variations géomagnétiques dans le Sud-Ouest des États-Unis et ses résultats. Avec ce travail, il a fondé le nouveau domaine de recherche de profondeur géomagnétique.
En 1974 , il est nommé professeur de géomagnétisme à l'Université de Göttingen. À l'Institut de géophysique, il enseigne jusqu'à sa retraite en 1995.
Ulrich Schmucker est cofondateur de l'Institut international sur l'induction électromagnétique sur la Terre. De 1983 à 1987 il est membre du Comité exécutif de l'institut, de 1987 à 1991 il est vice-président  de l'institut. En 1982, il reçoit la Médaille Wiechert Emil.
Il est décédé le 27 octobre 2008 lors de la participation du 19e séminaire international sur l'induction électromagnétique dans la Terre à Pékin.